# Assassinat d'Amanda Milan
L'assassinat d'Amanda Milan va tenir lloc el 20 de juny de 2000, quan dos homes van matar Milan, una dona trans de 25 anys, en un carrer proper a la terminal d'autobusos de la ciutat de Nova York. El cas va suscitar la protesta de la comunitat transgènere. Va ser un fet recordat en moltes manifestacions públiques i va ser objecte de diverses publicacions.

## Assassinat
A les 4 del matí del 20 de juny de l'any 2000, Milan es dirigia a agafar un taxi després de deixar un grup d'amics a la terminal de bus, quan segons testimonis un home, posteriorment identificat com a Dwayne McCuller, s'hi va acostar i va començar a assetjar-la i amenaçar-la. Milan s'hi va enfrontar i li va preguntar si volia lluitar. Segons informes policials, ell va amenaçar amb disparar i colpejar-la. Els testimonis van assegurar que després ell s'hi va negar. Mentre s'allunyava, un altre jove, Eugene Celestine, va indicar a McCuller que tenia un ganivet. McCuller va agafar, i la va apunyalar al coll.
Un home anomenat David Anderson suposadament hauria ajudat McCuller a escapar de l'escena.
Un transeünt va intentar aturar l'hemorràgia i una ambulància va traslladar Milan a l'hospital. No obstant això, malgrat els intents, va morir en menys d'una hora a l'hospital Saint Vincent.

## Reacció
L'assassinat va tenir lloc dies abans de la desfilada de l'orgull. L'activista trans Sylvia Rivera va lluitar per la investigació de la mort de Milan i va organitzar el funeral polític de Milan, juntament amb altres manifestacions que denunciaven una desconnexió dels drets transgènere de les comunitats LGBT més grans. Segons l'activista queer i escriptora Mattilda Bernstein Sycamore, "Milan va arribar a simbolitzar l'assignatura pendent d'un moviment LGBT que amb massa sovint 'ha deixat les persones transgènere a la part posterior de l'autobús". A causa de la mort de Milan, Rivera va refundar l'organització Revolucionaris Activistes Transvestits del Carrer (STAR, per les sigles en anglès). Rivera va citar aquest crim entre les raons per afegir una definició àmplia de gènere a la Llei de drets humans de la ciutat de Nova York.
L'activista trans Melissa Schlarz va explicar que a mitjans de la dècada de 1970 havia llegit informació sobre dones trans assassinada a Times Square, "cosa que fa significatiu el cas de Milan perquè fins a Amanda Milan ningú va respondre". Schlarz va assegurar que sovint els diaris "formulaven indirectes de pànic trans" de forma ambigua. Schlarz va arribar a la conclusió que "Milan no s'ha convertit en una màrtir, però sí un crit de guerra. L'activisme entorn de la seva mort va mostrar que les persones trans món pertanyen a la comunitat queer - el missatge dels activistes és que no hi ha diferència entre Matthew Shepard i Amanda Milan. El resposta a la seva mort diu a la comunitat no-queer: 'prou, avui la violència acaba'.
Segons va afirmar Benjamin Heim Shepard a Amanda Milan and The Rebirth of Street Trans Activist Revolutionaries, el cas i la cobertura mediàtica va ajudar "a galvanitzar la comunitat transgènere i va instigar el canvi".

## Conseqüències
McCuller va ser acusat d'assassinat en segon grau i Anderson va ser acusat d'obstaculitzar l'enjudiciament en el primer grau. Posteriorment, es va declarar culpable i va ser condemnat a disset anys i mig de presó a cadena perpètua.
Celestine va ser acusat del càrrec d'homicidi per negligència, de facilitació criminal en el quart grau i possessió criminal d'una arma en el quart grau.